# تپه تپانی
تپه تپانی در شهرستان سرپل ذهاب، بخش مرکزی، دهستان دشت ذهاب، ۳۰۰ متری غرب روستای تپانی واقع شده و این اثر در تاریخ ۲۷ اسفند ۱۳۸۷ با شمارهٔ ثبت ۲۶۲۹۰ به‌عنوان یکی از آثار ملی ایران به ثبت رسیده است.